# زرینه (قروه)
زرینه یک روستا در ایران است که در دهستان چهاردولی غربی، شهرستان قروه، استان کردستان واقع شده‌است. زرینه ۲۸۴ نفر جمعیت دارد. وجود باغ های فراوان زرینه را به یک از مناطق دیدنی شهرستان قروه تبدیل کرده است همچنین چشمه بسیار خنک در دامنه کوه شاوانه کچل یکی دیگر از جاذبه این روستا می باشد 
مردم این روستا با زبان کردی سورانی _کلهری صحبت می کنند 
سنگ نگاره های نویافته در ناحیه ای کوهستانی غرب روستا قرار دارد که شامل مجموعه از تصاویر و نقوش حیوانات است که حجاری آن ها مکن است مرتبط به عصر پارینه سنگی  باشد 
اینستاگرام روستا: 
https://www.instagram.com/zarrineh_?igsh=b3lzZGw2dDh4ZnMz. 
موقعیت جغرافیایی و دسترسی:
  این روستا در بخش چهاردولی در جنوب شرقی شهرستان قروه قرار دارد.  
   روستای نزدیک به زرینه شامل صندوق آباد ،گرمخانی ،گلالی ،دزج ، شیروانه می باشد.  
فاصله تا مرکز شهر:  
  - حدود 25 کیلومتر تا مرکز شهر قروه فاصله دارد.  
  - دسترسی به آن معمولاً از طریق مسیر جاده قروه -همدان - ناظم آباد (تازه آوا)- دزج صندوق آباد - زرینه  امکان‌پذیر است.

ویژگی‌های جمعیتی و اجتماعی*
جمعیت:  
  - بر اساس آخرین سرشماری (احتمالاً ۱۳۹۵)، جمعیت آن حدودا ۱۰۰ خانوار(385نفر) بوده است (اطلاعات دقیق‌تر نیاز به بررسی جدید دارد).  
زبان و فرهنگ:  
  - مردم روستا *کرد زبان* و پیرو *مذهب تشیع - سنی شافعی* هستند.  
  - فرهنگ و آداب و رسوم محلی کردی در این روستا رایج است.
---
اقتصاد و معیشت
- *کشاورزی و دامداری*:  
  - اقتصاد روستا مبتنی بر *کشاورزی دیم* (گندم، جو، نخود) و *دامداری* (گوسفند و بز) است.  
  - برخی باغات میوه مانند * گردو ، بادام ، هلو ،سیب و انگور* نیز در منطقه وجود دارد.  
- *منابع آب*:  
  - از *چشمه‌ها و آب‌های محلی* برای آبیاری استفاده می‌شود.  (چشمه ها شامل کانی چه رمه،کانی شریف،هفت کانیان و...)
  - احتمالاً رودخانه‌های فصلی در اطراف روستا جریان دارند.

جاذبه‌های طبیعی و گردشگری*
- *مناظر طبیعی*:  
  - وجود کوهستان‌ها و مراتع سرسبز در اطراف روستا (مناسب برای طبیعت‌گردی).  
  چشمه‌های طبیعی (چشمه ها شامل کانی چه رمه،کانی شریف،هفت کانیان و...)در منطقه وجود دارد.  
- *پتانسیل اکوتوریسم*:  
  - این روستا می‌تواند برای علاقه‌مندان به *گردشگری روستایی و کوهنوردی* جذاب باشد.

چالش‌ها و مشکلات
کمبود امکانات:  
  -  با محدودیت‌هایی مانند *دسترسی به آب آشامیدنی کافی ، راه‌های ارتباطی و خدمات درمانی و آموزشی 
- *مهاجرت جوانان*:  
  - مانند بسیاری از روستاهای ایران، با مسئله *مهاجرت به شهرها  (قروه ، همدان ، تهران ، شهرقدس، قرچک ، سنندج ) مواجه است